# Twm Morys
Twm Morys (* 1961) je velšský básník, zpěvák a kytarista. Je synem historičky a autorky cestopisů Jan Morris. Narodil se v anglickém Oxfordu, ale již od dětství žil ve Walesu (vyrůstal v severovelšské vesnici Llanystumdwy). Studoval na Aberystwythské univerzitě, kterou úspěšně dokončil v oboru keltologie. Svou první básnickou sbírku Ofn Fy Het vydal roku 1995. Své básně psal ve velšském jazyce a tímto jazykem rovněž zpíval své písně. Je dlouholetým členem skupiny Bob Delyn a'r Ebillion.